# Арлонские земли

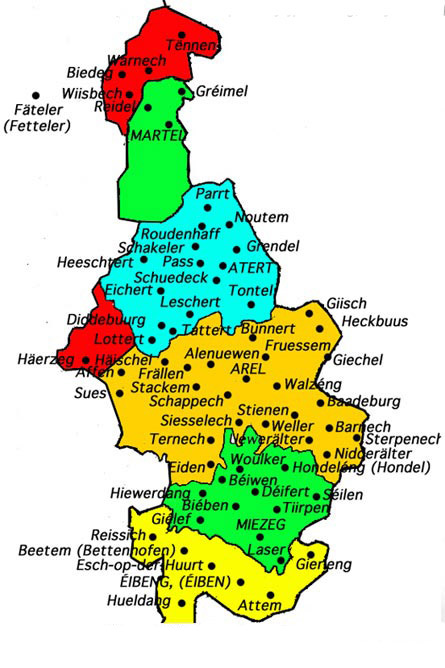
Схематичная карта Арлонских земель с обозначенными населёнными пунктами и их люксембургскими названиями

Арло́нские зе́мли, или А́релерланд (люкс. Arelerland, фр. Pays d'Arlon, валлон. Payis d' Årlon, нем. Areler Land) — название исторической области на части бельгийской Лотарингии на территории современной Бельгии, жители которой традиционно разговаривали на люксембургском языке.
Люксембургоязычные Арлонские земли принадлежали Герцогству Люксембург в период с 1214 по 1838 год. В 1839 году герцогство было разделено между Бельгией и Нидерландами. Область, несмотря на языковую разницу, перешла под контроль Бельгии, и поныне остаётся в составе бельгийской провинции Люксембург.
В настоящее время историческая область разделена между пятью коммунами бельгийского Люксембурга: Арлон, Атер, Обанж, Мартеланж и Месанси. Лишь часть жителей этих коммун разговаривает на люксембургском. Численность носителей люксембургского на современной территории Арлонских земель насчитывает порядка 15—20 тысяч человек, имеется также около 34,5 тысячи человек, заявивших о базовом владении этим языком. В основном эти носители проживают на границе с Люксембургом, и начиная со времён Первой мировой войны их число постепенно уменьшалось вследствие ряда причин.
Существует организация «Arelerland a Sprooch», поддерживающая люксембургские культуру и язык в Арлоне и ближайших населённых пунктах.